# Just Dance (bài hát)
"Just Dance" là đĩa đơn đầu tay của nữ ca sĩ người Mỹ Lady Gaga, do Gaga, nam nhạc sĩ – ca sĩ Akon và nhà sản xuất thu âm RedOne viết lời và do RedOne sản xuất. Bài hát còn có sự góp giọng của nam ca sĩ Colby O'Donnis và được phát hành với vai trò là đĩa đơn đầu tiên trích từ album phòng thu đầu tay của Gaga The Fame vào ngày 8 tháng 4 năm 2008. "Just Dance" được Gaga hoàn chỉnh lời trong vòng 10 phút và được Gaga miêu tả là "một bản thu âm hạnh phúc". Bài hát chứa đựng những âm hưởng từ dòng nhạc R&B và nói về cảm giác say xỉn tại một hộp đêm.
Sau khi phát hành, "Just Dance" nhận được nhiều phản hồi tích cực từ giới phê bình. Họ tán dương tính "thân thiện với hộp đêm" và hùng hồn cùng với đó là phần giai điệu synth-pop. Bài hát vươn lên vị trí quán quân tại Canada, Ireland, Hà Lan, Hoa Kỳ, L.H. Anh và Úc, đồng thời lọt vào top 5 tại Cộng hoà Séc, Hungary, New Zealand, Na Uy, Tây Ban Nha, Thuỵ Điển và Thuỵ Sĩ. Tại Hoa Kỳ, "Just Dance" được coi là một sleeper hit, giữ vững sự hiện diện của nó trên bảng xếp hạng Billboard Hot 100 trong gần 5 tuần trước khi đạt đến vị trí cao nhất của bảng xếp hạng vào tháng 1 năm 2009. Đây là một trong những đĩa đơn bán chạy nhất mọi thời đại, với hơn 10 triệu bản đã được tiêu thụ trên toàn cầu.
Video âm nhạc của bài hát thể hiện cảnh tượng Gaga xuất hiện tại một bữa tiệc và cô đã biểu diễn bài hát nhằm kêu gọi mọi người nhảy múa trong niềm vui. Nữ ca sĩ mô tả những trải nghiệm của bản thân cô trong quá trình bấm máy quay là như đang ở trong phim trường của một bộ phim do Martin Scorsese làm đạo diễn. Gaga đã quảng bá đĩa đơn với nhiều buổi biểu diễn trực tiếp, trong đó có những lần xuất hiện trên các chương trình truyền hình Jimmy Kimmel Live! và The Tonight Show with Jay Leno; các chuyến lưu diễn của cô và trong giờ giải lao của giải đấu bóng bầu dục Super Bowl LI (2017). Gaga thường xuất hiện trên sân khấu với một cây đàn keytar. Vào năm 2009, "Just Dance" nhận được một đề cử giải Grammy cho hạng mục Thu âm nhạc dance xuất sắc nhất nhưng lại bị đĩa đơn "Harder, Better, Faster, Stronger (Alive 2007)" của bộ đôi Daft Punk giành mất giải.
Bài hát đã được chính cô biểu diễn trực tiếp làm nhạc nền cho phần thi áo tắm tại buổi chung kết cuộc thi Hoa hậu Hoàn vũ 2008 tổ chức tại Nha Trang, Việt Nam.

## Sáng tác và cảm hứng viết lời

Gaga biểu diễn "Just Dance" trong chuyến lưu diễn The Monster Ball Tour.

Bài hát được viết bởi Gaga, Akon và RedOne và được RedOne sản xuất. Trong một cuộc phỏng vấn với tạp chí Heat, Gaga giải thích về nguồn cảm hứng thôi thục nữ ca sĩ sáng tác ca khúc. Cô chia sẻ: "Tôi đã rất choáng váng. Tôi viết bài hát này trong 10 phút với RedOne. Và đó là lần đầu tiên tôi làm việc trong một phòng thu ở Hollywood. Một căn phòng mới mẻ, rộng lớn với những chiếc loa khổng lồ." Gaga sáng tác nên "Just Dance" vào tháng 1 năm 2008 và cô "đã làm việc chăm chỉ và rất nhiều người không tin được điều đó ngay từ lần đầu tiên". Sau đó, Gaga tiếp tục đề cập đến bài hát:
| “ | Bản thu âm này đã cứu cả cuộc đời tôi. Tôi đã phải ở trong bóng tối tại New York rộng lớn này. Tôi rất chán nản, luôn luôn có mặt trong những quán bar. Tôi đáp máy bay tới LA để viết nhạc và cố gắng để viết bài hát, mong rằng nó sẽ thay đổi cuộc đời và tôi đã làm được. Tôi không bao giờ quay trở lại. Tôi bỏ lại sau lưng người yêu, căn hộ của mình. Tôi vẫn không trở lại. Mẹ tôi đã đi và đồng hành cùng tôi." | ” |

Trong một cuộc phỏng vấn với website Contactmusic.com, Gaga nói rằng "Just Dance" là một bản thu âm hạnh phúc và phải được đánh giá cao bởi những con người phải trải qua những giai đoạn khó khăn trong cuộc sống như khi thất nghiệp và không có nhà cửa, vân vân. Gaga sau đó cũng chia sẻ thêm với công ty giải trí Artistdirect rằng cô ấy muốn tạo ra một bản thu âm tuyệt vời với "Just Dance". Khi được hỏi về lý do vì sao "Just Dance" lại trở nên nổi tiếng, nữ ca sĩ nói cô nghĩ rằng: "Mọi người đang trông đợi một bài hát thật sự nói lên niềm vui trong tâm hồn và trong trái tim chúng ta và tất cả họ đều đang có những khoảnh khắc vui vẻ. Đó chỉ là một bản nhạc trong rất nhiều bản khác. Cảm giác thật thích, và khi các bạn nghe bài hát này, nó làm các bạn cảm thấy thật vui vẻ. Nó chỉ đơn giản thế thôi. Khi bàn về trái tim, tôi không nghĩ bài hát này khó hiểu lắm đâu. Tôi nghĩ đó là một bài hát của ngưỡng cửa tâm hồn." Vào tháng 3 năm 2010, bài hát được phát hành với dạng tải kỹ thuật số trong danh sách nhạc của videogame Rock Band, cùng với "Poker Face", "Monster" và "Bad Romance" như một phần của "Lady Gaga Pack 01".

## Sáng tác
"Just Dance" là một ca khúc nhạc dance tốc độ nhanh. Bài hát kết hợp hòa âm với những nhịp synth hành khúc, tăng thêm nhiều chất nhạc điện tử và chứa một ít R&B nhẹ. Theo khuông nhạc được xuất bản tại trang web Musicnotes.com bởi Alfred Publishing, ca khúc được viết với những quãng tốc độ phức hợp và nhịp vừa phải, khoảng 124 nhịp một phút. Được viết ở giọng C#m, quãng giọng của Lady Gaga kéo dài từ nốt thấp G3 đến nốt cao C5. Bài hát bắt đầu với tốc độ nhanh kết hợp những nhịp synth và Gaga hát chữ RedOne. "Just Dance" có các hợp âm cơ bản là F–Am–C–G–D–F. Colby O'Donis hát đoạn giữa với tông giọng giống với Gaga  pha một chút R&B, sau đó đến phần điệp khúc, O'Donis hát bè lặp lại nhiều câu với những điệu hành khúc. Bài hát kết thúc với những tiếng vang của chữ dance.
Về phần lời bài hát, "Just Dance" đưa vào những phần đứt quãng của giọng hát với câu "What's going on on the floor? / I love this record, baby but I can't see straight anymore". Lời bài hát đề cập tới sự say sưa chè chén trong một bữa tiệc. Phần mở đầu của lời: "A RedOne" thường bị hiểu sai là red wine nhưng trong thực tế là ám chỉ đến nhà sản xuất RedOne.

## Nhận xét và phê bình

Lady Gaga biểu diễn "Just Dance" trong chuyến lưu diễn The Monster Ball Tour, lúc này cô đang chơi một cây đàn điện.

Bài hát nhận được những đánh giá tích cực từ phía các nhà phê bình. Matthew Chisling từ trang web Allmusic đã miêu tả "Just Dance" là một dải ngân hà và so sánh với "Money Honey" - một ca khúc khác trích từ album The Fame. Alexis Petridis của báo The Guardian gọi bài hát là một "câu chuyện hấp dẫn và cưỡng ép chúng ta như một liều ma túy, với sự kết hợp các nhịp hành khúc nhanh, cho thấy rõ chất nhạc điện tử và hương vị R&B nhẹ nhàng, mang một chút tương đồng với bài hát "Maneater" của Nelly Furtado. Ben Norman từ About.com nói rằng: "bài hát mở đầu album giống như một cục pin đầy năng lượng, [...] là con ngựa dẫn đầu đội quân của cô ấy (Gaga). Nếu bạn chưa biết gì về bài hát này, hãy mở trình duyệt của bạn ngay. Tôi sẽ không phí thời gian để giải thích nó tuyệt như thế nào đâu." Tuy nhiên anh ta cũng lưu ý rằng bài hát chưa có tính đột phá và so sánh với phong cách của các nghệ sĩ khác như Rihanna, Chris Brown và Pussycat Dolls. Bill Lamb từ About.com nhận xét bài hát hơi nhạt nhẽo nhưng lại dễ nghe đủ để Gaga được mọi người chú ý trên thị trường quốc tế. Ông cũng cho biết thêm rằng Just Dance ẩn chứa một năng lượng mạnh mẽ và nổi bật được giọng hát của Lady Gaga, nhưng rốt cuộc nó chỉ được thêm vào những nhịp dance-pop khá nhạt nhẽo. Bên cạnh đó giọng hát mượt mà của Colby O'Donis cũng được khen ngợi.
Evan Sawdey của PopMatters.com nói rằng "Just Dance" là một đĩa đơn hấp dẫn đến mãnh liệt và biểu lộ được sự xuất sắc của cả album. Ben Hogwood của MusicOMH cũng khen ngợi bài hát, ông nói: "Các bạn sẽ không có được bữa tiệc vui vẻ nào hơn nếu Just Dance không đứng đầu bảng xếp hạng năm nay, đó là một hạt đá quý bóng bẩy sẽ trao cho tâm hồn các bạn chỉ ít tuần tới thôi." Freedom lu Lac từ báo The Washington Post miêu tả bài hát "đầy những nhịp synth rỗng tuếch vô nghĩa kết nối với điệu dance thấp trầm và giọng hát của Gaga thì lạnh lẽo, gần như là kỳ quái khi hát một bài sôi động như thế này.". Lynn Saxberg từ The Ottawa Citizen, khi nhận xét về chuyến lưu diễn The Fame Ball Tour, gọi đó là một bài hát vui vẻ và hoàn hảo nếu được hát trong các câu lạc bộ. Sal Cinquemani từ tạp chí Slant Magazine viết rằng ca khúc giống như "một xác tàu lửa kinh hoàng và các bạn đang đối mặt với việc bỏ mặt nó như khi cho tàu thủy chìm xuống L.E.S. vào 4 giờ sáng." để nhấn mạnh đến lời bài hát. Talia Kranes từ BBC cho rằng bài hát thật khó cưỡng lại và nói thêm "sức lôi cuốn của bài hát này chắc chắn sẽ giúp cô ấy có một chỗ đứng trong danh sách các thần tượng nhạc pop.". Tuy nhiên cô ấy lại viết nhầm tên bài hát là "Let's Dance".

## Diễn biến trên các bảng xếp hạng
"Just Dance" là một bản nhạc hit tại Hoa Kỳ khi đạt vị trí á quân trên cả hai bảng xếp hạng "Hot Dance Airplay" và "Hot Dance Club Play" trong mùa hè năm 2008. Bài hát lọt vào bảng xếp hạng Billboard Hot 100 ở vị trí 76 vào ngày 16 tháng 8 năm 2008 và leo lên đến vị trí số 2 sau khi bán được 419.000 lượt tải trên web vào ngày 10 tháng 1, 2009. Trong cùng thời điểm ấy, "Just Dance" cũng giành vị trí số 1 trên bảng xếp hạng "Pop 100" của Hoa Kỳ. Đến tuần tiếp theo, bài hát cuối cùng cũng giành vị trí số một trên Billboard Hot 100. Ngày 27 tháng 3 năm 2020, "Just Dance" được chứng nhận chín đĩa bạch kim của Hiệp hội Công nghiệp Thu âm Hoa Kỳ (RIAA).
Ca khúc đứng vị trí số 34 trên bảng xếp hạng "ARIA Singles Chart" của Úc vào ngày 21 tháng 7 năm 2008 và di chuyển đến vị trí quán quân vào ngày 15 tháng 9 năm 2008 trong vòng 1 tuần. "Just Dance" được chứng nhận ba lần đĩa bạch kim của Hiệp hội Công nghiệp ghi âm Úc (ARIA). Tại Canada, bài hát đứng vị trí 97 trên "Canada Hot 100" vào ngày 7 tháng 6 năm 2008. Ca khúc đạt đến đỉnh cao của bảng xếp hạng vào ngày 23 tháng 8 năm 2008 và đã trụ được 5 tuần liên tiếp đứng nhất tại Canada. Bài hát được chứng nhận đĩa bạch kim sáu lần do Hiệp hội Công nghiệp Ghi âm Canada (CRIA) trao tặng vào tháng 6 năm 2009. Tại Ireland, bài hát ra mắt tại vị trí thứ 11 và đến ngày 15 tháng 1 năm 2009, "Just Dance" đã lep lên đến vị trí đầu bảng. Ca khúc cũng đạt đến đỉnh bảng xếp hạng ở Hà Lan vào ngày 28 tháng 2 năm 2009.
Ở Anh, "Just Dance" đứng vị trí thứ 3 vào ngày 4 tháng 1 năm 2009 và giành vị trí quán quân vào ngày 11 tháng 1 năm 2009 trong vòng ba tuần. Trong một cuộc phỏng vấn, Gaga đã bày tỏ cảm xúc của cô khi giành vị trí đầu bảng xếp hạng ở Vương quốc Anh. Cô nói: "Cả đời tôi mơ ước chỉ một lần được đứng nhất ở Anh là vui lắm rồi. Nhưng tôi không thể ngờ rằng ước mơ lấy lại được thực hiện rất nhanh chónh đến như vậy. Trở về căn hộ mới được tặng tại Los Angeles, lúc mở cửa vào tôi đã rất bất ngờ khi mọi người ở hãng thu âm đã chuẩn bị tiệc ăn mừng thành công cho tôi từ lúc nào, và tôi chỉ biết đứng khóc". "Just Dance" đã giành vị trí top-ten tại các nước Châu Âu như Áo, Đan Mạch, Phần Lan, Na Uy, Thụy Điển, Thụy Sĩ và nằm trong tốp 20 ở Bỉ (Flanders và Wallonia), Pháp và Đức. Toàn thế giới, đến nay bài hát đã bán được 7.700.000 bản.

## Video âm nhạc

Lady Gaga trong một cảnh quay của video "Just Dance".

Video được bấm máy dưới sự hướng dẫn của đạo diễn âm nhạc Melina Matsoukas và dựa trên nội dung cốt yếu của bài hát là trong một buổi tiệc. Video bắt đầu với cảnh Gaga đến một bữa tiệc với những vũ công nhảy nền, mọi thứ ở đó dường như đã kết thúc, không một tiếng động. Một vũ công bắt đầu bật đĩa nhạc Discolite, làm thức tỉnh cả ngôi nhà. Mọi người trong bữa tiệc đang thiếp ngủ ở những chỗ khác nhau, bị đánh thức bởi tiếng nhạc. Họ bắt đầu nhảy nhót và những đoạn trong video bắt đầu lướt qua với những cảnh Lady Gaga mặc chiếc áo ponsô với một trái cầu disco hoặc trong một hồ bơi nhỏ, chơi đùa cùng bong bóng cá voi sát thủ bơm căng. Gaga dán một miếng dạ quang màu xanh bên dưới mắt phải như trong bìa đĩa đơn để bày tỏ lòng tôn kính với thần tượng của cô là David Bowie. O'Donis xuất hiện trong video với hai bên là các cô gái, anh bắt đầu hát câu "When I come through on the dance floor" trong đoạn giang tấu. Các vật trang sức trong video được Akon và Space Cowboy sáng tạo. MTV gọi video là bài hát ca tụng thập kỷ 2000 đầy ấn tượng. Trong một cuộc phỏng vấn với đài phát thanh Úc vào tháng 9 năm 2008, Gaga nói rằng toàn bộ video là màn biểu diễn nghệ thuật của những kẻ say rượu trong bữa tiệc. Tiếp đó là phỏng vấn với trang web About.com, khi được hỏi về kinh nghiệm khi làm video âm nhạc, Lady Gaga bày tỏ:

"Ôi vui lắm, thật tuyệt vời. Với tôi nó mang phong cách giống Martin Scorsese. Lâu nay tiền bạc của tôi không nhiều, thật là một video tuyệt vời và khó tin khi được thực hiện với số tiền rất khiêm tốn. Thật sự rất vui, nhưng các bạn sẽ hiểu rõ hơn nếu các bạn thử đến chỗ tôi quay video một ngày – tôi rất im ắng và ít nói, tôi thật sự không nói chuyện với ai cả. Tôi không giống một cô gái của những bữa tiệc quậy phá khắp nơi. Tôi thậm chí có một chút tính cách của diva. Tôi tự sắp xếp, trong công việc đầu óc tôi chỉ chú tâm và lo lắng về trang phục, các vai diễn của mọi người, sắp đặt nơi chốn. Tôi không chỉ làm những việc đó đâu, bạn biết đó. Video này là sự tưởng tượng của chính tôi. Melina làm đạo diễn và cô ấy muốn làm vài thứ, để có một màn biểu diễn nghệ thuật bùng nổ nhưng vẫn mang tính thương mại ẩn chứa phong cách sống. Tất cả những điều đó, tôi đều yêu thích." 

## Biểu diễn trực tiếp

Gaga biểu diễn "Just Dance" năm 2010

Vào tháng 7 năm 2008, Lady Gaga biểu diễn bài hát lần đầu tiên trong phần thi áo tắm của cuộc thi Hoa hậu Hoàn vũ tổ chức tại Việt Nam, sau đó cô trình bày ca khúc trên nhiều chương trình truyền hình ở Mỹ. Cô xuất hiện với bài hát này trên Jimmy Kimmel Live!, The Tonight Show with Jay Leno, So You Think You Can Dance và The Ellen DeGeneres Show.

## Giải thưởng
| Năm  | Đề cử / Tác phẩm               | Giải thưởng                                  | Kết quả   |
| ---- | ------------------------------ | -------------------------------------------- | --------- |
| 2009 | Giải Grammy                    | Thu âm nhạc Dance xuất sắc nhất              | Đề cử     |
| 2009 | Giải International Dance Music | Best Pop Dance Track                         | Đoạt giải |
| 2009 | Giải International Dance Music | Best Music Video                             | Đề cử     |
| 2009 | Giải Q                         | Q Awards for Best Video                      | Đoạt giải |
| 2009 | Giải Teen Choice               | Teen Choice Award for Choice Music: Hook Up  | Đoạt giải |
| 2009 | Giải Virgin Media Music        | Virgin Media Music Awards for Best Track     | Đề cử     |
| 2010 | Giải ASCAP                     | Ascap Pop Music Award - Most Performed Songs | Đoạt giải |
| 2010 | Giải BMI                       | BMI Pop Awards Award-Winning Songs           | Đoạt giải |

## Danh sách ca khúc và định dạng
| - Đĩa CD tại Mỹ/Nhật 1. "Just Dance" – 4:02 2. "Just Dance" (Harry 'Choo Choo' Romero's Bambossa Main Mix) – 7:12 3. "Just Dance" (Richard Vission Remix) – 6:13 4. "Just Dance" (Trevor Simpson Remix) – 7:20 - Đĩa CD câu lạc bộ quảng bá tại Mỹ 1. "Just Dance" – 4:02 2. "Just Dance" (Instrumental) – 4:00 3. "Just Dance" (Acapella) – 3:58 - CD remix quảng bá tại Mỹ 1. "Just Dance" – 4:02 2. "Just Dance" (Instrumental Version) – 4:00 3. "Just Dance" (Acapella) – 3:58 4. "Just Dance" (Harry 'Choo Choo' Romero's Bambossa Main Mix) – 7:14 5. "Just Dance" (Richard Vission Remix) – 6:14 6. "Just Dance" (Trevor Simpson Remix) – 7:21 7. "Just Dance" (Harry 'Choo Choo' Romer's Bambossa Radio Edit) – 3:26 8. "Just Dance" (Trevor Simpson Edit) – 3:35 9. "Just Dance" (Harry 'Choo Choo' Romer's Bambossa Dub) – 5:56 - Đĩa CD tại Úc/Đức 1. "Just Dance" – 4:02 2. "Just Dance" (Trevor Simpson Remix) – 7:21 | - Đĩa CD mở rộng tại Đức 1. "Just Dance" – 4:02 2. "Just Dance" (Harry 'Choo Choo' Romer's Bambossa Main Mix) – 7:14 3. "Just Dance" (Instrumental Version) – 4:00 4. "Just Dance" (Video) – 4:10 - Đĩa CD mở rộng tại Pháp 1. "Just Dance" – 4:02 2. "Just Dance" (Glam As You Radio Mix By Guéna LG) – 3:39 3. "Just Dance" (Glam As You Club Mix By Guéna LG)) – 6:25 - EP remix trên iTunes Mỹ 1. "Just Dance" – 4:02 2. "Just Dance" (Harry 'Choo Choo' Romero's Bambossa Main Mix) – 7:12 3. "Just Dance" (Richard Vission Remix) – 6:13 4. "Just Dance" (Trevor Simpson Remix) – 7:20 - EP remix Pt. 2 trên iTunes Mỹ 1. "Just Dance" (RedOne Remix) – 4:18 2. "Just Dance" (Space Cowboy Remix) – 5:01 3. "Just Dance" (Robots To Mars Remix) – 4:37 4. "Just Dance" (Tony Arzadon Remix) – 6:24 - Đĩa tại Anh 1. "Just Dance" (Main Version) – 4:02 2. "Just Dance" (RedOne Remix) – 4:18 - Đĩa CD vinyl 7" đánh số tại Anh 1. "Just Dance" (Main Version) – 4:04 2. "Just Dance" (Harry 'Choo Choo' Romero's Bambossa Main Mix) – 7:12 |

## Thông tin bài hát
- Sáng tác – Lady Gaga, RedOne, Aliaune Thiam
- Sản xuất – RedOne
- Nhạc cụ và lập trình – RedOne
- Ghi âm – RedOne
- Kỹ thuật Audio – Dave Russell
- Giọng hát – Lady Gaga, Akon, RedOne, Colby O'Donis
- Ghi âm trộn lẫn – Robert Orton

## Xếp hạng và chứng nhận
| Bảng xếp hạng (2008/2009)        | Vị trí cao nhất |
| -------------------------------- | --------------- |
| Australian Singles Chart         | 1               |
| Austrian Singles Chart           | 8               |
| Belgium Singles Chart (Flanders) | 13              |
| Belgium Singles Chart (Wallonia) | 15              |
| Czech Airplay Chart              | 5               |
| Canadian Hot 100                 | 1               |
| Danish Singles Chart             | 6               |
| Dutch Top 40                     | 1               |
| European Hot 100 Singles         | 3               |
| Finnish Singles Chart            | 7               |
| French Singles Chart             | 14              |
| German Singles Chart             | 10              |
| Hungarian Airplay Chart          | 2               |
| Irish Singles Chart              | 1               |
| Japan Hot 100                    | 2               |
| New Zealand Singles Chart        | 3               |
| Norwegian Singles Chart          | 3               |
| Russian Airplay Chart            | 9               |
| Spanish Singles Chart            | 3               |
| Swedish Singles Chart            | 3               |
| Swiss Singles Chart              | 8               |
| UK Singles Chart                 | 1               |
| US Billboard Hot 100             | 1               |
| US Pop 100                       | 1               |
| US Hot Dance Club Play           | 2               |
| United World Chart               | 1               |

| Quốc gia      | Chứng nhận (Theo doanh số) |
| ------------- | -------------------------- |
| Úc            | 3× Bạch kim                |
| Bỉ            | Vàng                       |
| Canada        | 6× Bạch kim                |
| Đan Mạch      | 2× Bạch kim                |
| Đức           | Vàng                       |
| Nhật Bản      | Vàng(Điện thoại)           |
| Nhật Bản      | Vàng(PC)                   |
| New Zealand   | Bạch kim                   |
| Na Uy         | 2× Bạch kim                |
| Tây Ban Nha   | Bạch kim                   |
| Thụy Điển     | Bạch kim                   |
| Thụy Sĩ       | 2× Bạch kim                |
| Liên hiệp Anh | Bạch kim                   |
| Mỹ            | 6× Bạch kim                |

| Bảng xếp hạng (2008)      | Vị trí |
| ------------------------- | ------ |
| Australian Singles Chart  | 7      |
| French Singles Chart      | 73     |
| New Zealand Singles Chart | 12     |
| Swedish Singles Chart     | 15     |
| Bảng xếp hạng (2009)      | Vị trí |
| Australian Singles Chart  | 70     |
| Austrian Singles Chart    | 38     |
| Flanders Singles Chart    | 42     |
| Wallonia Singles Chart    | 21     |
| Canadian Hot 100          | 42     |
| Danish Singles Chart      | 17     |
| Dutch Top 40              | 28     |
| European Hot 100 Singles  | 30     |
| German Singles Chart      | 33     |
| Hungarian Airplay Chart   | 7      |
| Irish Singles Chart       | 4      |
| Spanish Singles Chart     | 21     |
| Swedish Singles Chart     | 85     |
| Swiss Singles Chart       | 20     |
| UK Singles Chart          | 3      |
| US Billboard Hot 100      | 3      |
| Bảng xếp hạng (2010)      | Vị trí |
| UK Singles Chart          | 186    |

| Thập kỷ (2000–2009)      | Vị trí |
| ------------------------ | ------ |
| Australian Singles Chart | 12     |
| UK Singles Chart         | 24     |
| US Billboard Hot 100     | 35     |

| Bảng xếp hạng    | Vị trí |
| ---------------- | ------ |
| UK Singles Chart | 7      |

Tiền nhiệm và đương nhiệm xếp hạng
| Thứ tự chức vụ                                            | Thứ tự chức vụ                                                                                | Thứ tự chức vụ                                               |
| --------------------------------------------------------- | --------------------------------------------------------------------------------------------- | ------------------------------------------------------------ |
| Tiền nhiệm "I Kissed a Girl" của Katy Perry               | Đĩa đơn quán quân Canadian Hot 100 Tháng 8 ngày 23, 2008 - Tháng 9 ngày 27, 2008              | Kế nhiệm "So What" của Pink                                  |
| Tiền nhiệm "All Summer Long" của Kid Rock                 | Đĩa đơn quán quân Australian ARIA Singles Chart Tháng 9 ngày 15, 2008 - Tháng 9 ngày 22, 2008 | Kế nhiệm "So What" của Pink                                  |
| Tiền nhiệm "Live Your Life" của T.I. hợp tác với Rihanna  | Đĩa đơn quán quân Billboard Pop 100 (Mỹ) Tháng 1 ngày 10, 2009 - Tháng 2 ngày 14, 2009        | Kế nhiệm "Crack a Bottle" của Eminem, Dr. Dre và 50 Cent     |
| Tiền nhiệm "Single Ladies (Put a Ring on It)" của Beyoncé | Đĩa đơn quán quân Billboard Hot 100 (Mỹ) Tháng 1 ngày 10, 2009 - Tháng 1 ngày 31, 2009        | Kế nhiệm "My Life Would Suck Without You" của Kelly Clarkson |
| Tiền nhiệm "Hallelujah" của Alexandra Burke               | Đĩa đơn quán quân UK Singles Chart Tháng 1 ngày 11, 2009 - Tháng 2 ngày 1, 2009               | Kế nhiệm "The Fear" của Lily Allen                           |
| Tiền nhiệm "Hallelujah" của Alexandra Burke               | Đĩa đơn quán quân Irish Singles Chart Tháng 1 ngày 15, 2009 - Tháng 2 ngày 12, 2009           | Kế nhiệm "Get On Your Boots" của U2                          |
| Tiền nhiệm "Rap das Armas" của Cidinho và Doca            | Đĩa đơn quán quân Dutch Top 40 Tháng 2 ngày 28, 2009 - Tháng 3 ngày 14, 2009                  | Kế nhiệm "Miracle" của Ilse De Lange                         |

## Phát hành
| Quốc gia      | Ngày                 | Định dạng                            |
| ------------- | -------------------- | ------------------------------------ |
| Hoa Kỳ        | 8 tháng 4 năm 2008   | Đĩa đơn CD                           |
| Canada        | 17 tháng 6 năm 2008  | Đĩa đơn CD                           |
| Pháp          | 13 tháng 6 năm 2008  | EP phối lại – Tải kỹ thuật số        |
| Canada        | 25 tháng 11 năm 2008 | EP phối lại – Tải kỹ thuật số        |
| Hoa Kỳ        | 4 tháng 11 năm 2008  | EP phối lại phần 2 – Tải kỹ thuật số |
| Canada        | 4 tháng 11 năm 2008  | EP phối lại phần 2 – Tải kỹ thuật số |
| Liên Hiệp Anh | 24 tháng 12 năm 2008 | Đĩa đơn CD, 7"                       |
| Hoa Kỳ        | 6 tháng 1 năm 2009   | 7"                                   |